# 河南城建学院
河南城建学院，是一所位于中国河南省平顶山市新华区的全日制公办普通本科大学。隶属于河南省教育廳，並由河南省人民政府领导和管理。该校创建于1983年，前身是河南城建高等专科学校，于2002年3月经中华人民共和国国家教育部批准，升格为本科院校。是河南省唯一一所以工科为主、以“城建”为特色的多学科协调发展的省属本科高校，也是全国仅有的以“城建”命名的两所本科高校之一。

## 历史沿革
1983年11月，平顶山城建环保学校成立。
1985年11月，经原中华人名共和国城乡建设环境保护部和河南省人民政府批准，建立武汉城建学院河南分院。平顶山城建环保学校与武汉城建学院河南分院分别独立办学。
1993年3月，武汉城建学院河南分院经原国家教委批准，成立河南城建高等专科学校。
2000年4月，河南城建高等专科学校与平顶山城建环保学校实行了实质性合并。
2002年3月，中华人民共和国教育部同意河南城建高等专科学校升格为本科院校，并更名为平顶山工学院。
2008年12月，河南省人民政府豫政文（2008）224号文件，根据《教育部关于同意平顶山工学院更名为河南城建学院的通知》（教发函[2008]301号），平顶山工学院更名为河南城建学院，同时撤销平顶山工学院建制。学校于2008年12月16日上午举行了河南城建学院揭牌仪式。
2012年4月，学校通过教育部本科教学工作合格评估。2012年5月，被教育部评为全国毕业生就业典型经验高校。
2016年，学校入选教育部数据中国“百校工程”产教融合创新项目试点院校，CDIO工程教育联盟成员单位，入选河南省示范性应用技术类型本科院校建设计划。
2018年3月，学校获批为硕士学位授予立项建设单位。
2018年，首次在一本批次招生，本科一批招生计划共计130人。
2021年，学校以排名第一的成绩获批为河南省硕士学位授予重点立项建设单位。
2022年11月11日，河南省教育厅等十五部门发布《关于公布省级特色行业学院立项建设单位的通知》 ，河南城建学院申报的智慧城市行业学院获批立项建设。2022年土木工程、工程造价（数字化建造方向）、城乡规划、电气工程及其自动化（智能输配电方向）、给排水科学与工程、建筑学、工程管理、建筑环境与能源应用工程、数据科学与大数据技术、测绘工程（智能测绘方向）、交通工程等11个专业在河南省为本科一批次招生。其中土木工程专业因其优质的教学方案和师资力量，在诸多本科一批专业中较为突出。

## 文化

### 校训
校训——厚德、唯实、博学、慎思
- 厚德 ——厚：优待、推崇、重视；德：道德、品行、政治品质;
- 唯实 ——唯：是指独有；实：是指客观现实
- 博学 ——博：广大，丰富；学：学问，知识；
- 慎思 ——慎：谨慎、细心，思：思考、研究

### 校园环境及设施
截至2022年12月，学校占地面积1730亩，毗邻平顶山市政府，有梅香园餐厅与布芳园餐厅及老兵餐厅民族餐厅等。有文理两个校区，两校区使用地下通道方式连接。有两个露天田径场、一个露天乒乓球羽毛球场、一个露天网球排球场及体育馆。校内环境清雅别致，生活便利。校舍总建筑面积72.02万多平方米；教学科研仪器设备总值3.4亿元，图书馆中馆藏纸质藏书197.4万册，电子图书155万册，中外文电子期刊13.9万种，最大程度上满足了同学们的学习需要。

## 联合办学
该校于2012年开始与郑州大学联合培养硕士研究生。

## 学院专业
目前河南城建学院开设18个学院，涵盖工学、理学、经济学、管理学、法学、文学、农学、艺术学共56个本科专业、2个职业本科专业，1个体育教学部。